# Antichi duchi della Lituania
Con antichi duchi della Lituania si fa convenzionalmente riferimento a quei sovrani che amministrarono le regioni dell'odierna Lituania (incluso dunque il Ducato di Samogizia) prima dell'unificazione delle tribù baltiche, avvenuta per opera di Mindaugas intorno al 1230.
Mentre la leggenda sui Polemonidi prevede l'esistenza di figure apicali sin dal X secolo, solo pochi duchi vengono citati da fonti storiche, le quali sono tutte del XIII secolo. Le informazioni su di essi sono estremamente scarse e di solito gli storici hanno dovuto accontentarsi di mere citazioni da parte degli autori medievali. I principali dati estrapolati sono rinvenibili nella cronaca di Enrico di Livonia e nel codice Ipaziano.

## Sovrani menzionati da fonti storiche

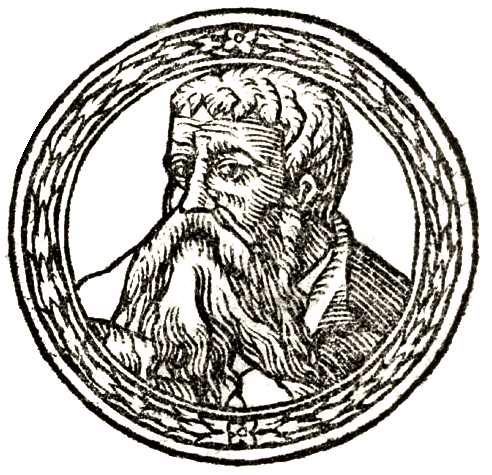
Ritratto immaginario di Vykintas, uno dei primi duchi lituani, tratto dalle cronache di Alessandro Guagnini, pubblicate nel 1578

- Žvelgaitis (Svelgates) - primo duca in assoluto su cui si hanno notizie. Nel 1205, attaccò Riga e morì battaglia eseguendo gli ordini del semgallo Viestards.[1]
- Daugirutis (Dangerutis, Dangeruthe) - L'Ordine di Livonia imprigionò tale duca lituano nel 1213 presso il castello di Cēsis, dove morì suicida.[2]
- Stekšys (Stakys, Steksė) - un altro potente duca, ucciso nel 1214 vicino a Lielvārde.[3]
- Padre di Mindaugas: diverse fonti affermano fosse un potente duca, ma non ne viene mai indicata l'identità. Le genealogie del XVI secolo gli diedero il nome di Ryngold o Ringaudas.[4]

I seguenti cinque duchi lituani vengono citati in un trattato di pace firmato con i sovrani della Galizia-Volinia nel 1219. Si trattava dei più anziani o dei più influenti:
- Živinbudas (presumibilmente il duca principale)
- Daujotas
- Dausprungas
- Mindaugas (fratello di Dausprungas)
- Vilikaila (fratello di Daujotas)

Sovrani della Samogizia:
- Erdvilas
- Vykintas

Famiglia Ruškaičiai:
- Kintibutas
- Vembutas
- Butautas
- Vyžeikis
- Velžys (figlio di Vyžeikis)
- Kitenis
- Plikienė (moglie di Plikys, probabilmente una vedova)

Famiglia Bulionys (tre fratelli, tutti uccisi da Mindaugas):
- Vismantas (sua moglie Morta fu rapita e presa in sposa da Mindaugas)
- Gedvilas
- Sprudeikis

Sovrani del ducato di Deltuva:
- Juodikis
- Buteikis
- Bikšys
- Ligeikis

Dei duchi che firmarono il trattato di pace, solo quattro sono menzionati in altre fonti scritte: Mindaugas, il quale fu incoronato Re di Lituania nel 1253 e divenne il primo Granduca, Vykintas, a capo della coalizione anti-Mindaugas durante la guerra civile scatenatasi nel 1248–1251, Bikšys e Ligeikis, entrambi indicati come parenti di Mindaugas e nobili, menzionati in un documento datato 1260 e talvolta ritenuto un falso.